# منطقه بیوبیو

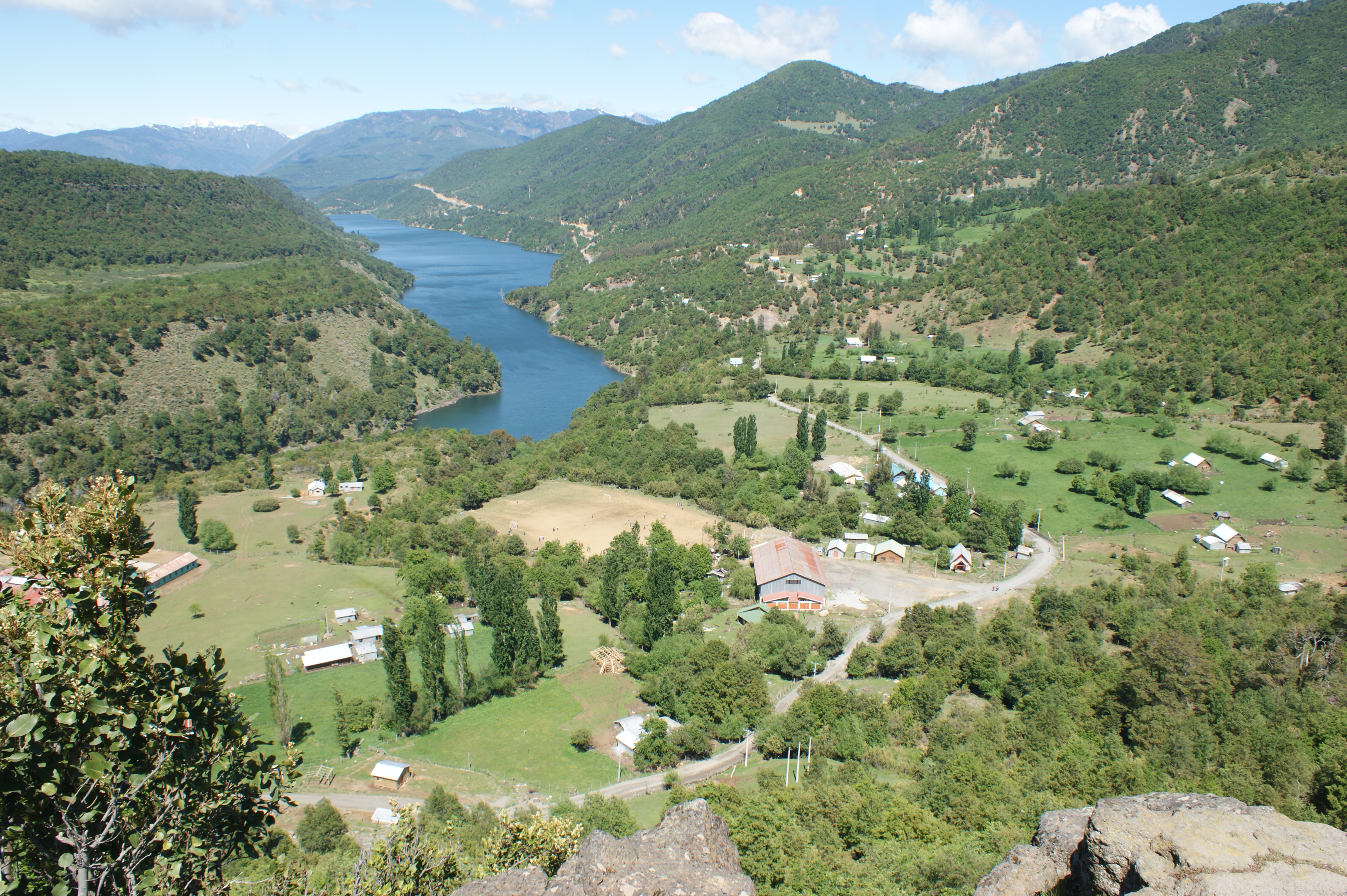
منطقه بیوبیو

منطقه بیوبیو (به اسپانیایی: VIII Región del Bio-Bío) نام یکی از ۱۵ منطقهٔ تقسیمات سیاسی کشور شیلی است که از ۴ استان تشکیل گردیده است. مرکز منطقه بیوبیو، شهر کنسپسیون است.
این سرزمین از شرق با آرژانتین، از غرب با اقیانوس آرام و از شمال و جنوب با دو ناحیهٔ دیگر در شیلی همسایه است.